# مشاری راشد العفاسی
مشاری راشد العفاسی (عربی: الشیخ مشاری بن راشد العفاسی) قاری،امام مسجد کبیر دولت کویت و منشد کویتی است.
مشاری العفاسی در دانشگاه اسلامی مدینه تحصیل کرد و در ده نوع قرائت و ترجمهٔ قرآن مهارت یافت. او توسط شماری از دانشوران قرآن تأیید شده و نزد شماری از معروف‌ترین قاریان قرائت کرده‌است. در اکتبر سال ۲۰۰۸ العفاسی برندهٔ نخستین اسکار خلاقیت عرب در مصر شد.سبک بدیع او در ترتیل خوانی قرآن ونیز تواشیح‌هایی که توسط او خوانده شده نزد قاریان و موشحان بسیار شناخته شده و طرفداران زیادی دارد. العفاسی در قرائت تحت تأثیر علی عبدالله جابر است. عفاسی دو فرزند دختر و دو فرزند پسر دارد و ملقب به ابی نوراء است. او شاگرد کسانی چون احمد عبدالعزیز الزیات و ابراهیم علی شحاته السمنودی و عبدالرافع رضوان علی الشرقاوی و دکتر احمد عیسی المعصراوی بوده‌است.وی در ماه رمضان تلاوت‌هایی را در نماز تراویح اجرا می‌کند.

## آلبوم‌های عفاسی
- ۲۰۱۵ رحمن یا رحمن
- ۲۰۰۴ عیون الأفاعی
- ۲۰۰۵ لیس الغریب
- ۲۰۰۶ حنینی
- ۲۰۰۷ قلبی الصغیر
- ۲۰۰۸ ذکریات
- ۲۰۰۹ عناقید
- ۲۰۱۰ عناقید - الجزء الثانی -
- ۲۰۱۱ بنات الریح
- ۲۰۱۲ تراحمی یا قلوب
- ۲۰۱۳ یا رزاق
- ۲۰۱۴–۲۰۱۵ قمری
- ۲۰۱۶ قلبی محمد
- ۲۰۱۷ بالمصری
- ۲۰۱۸ المرتل[۲]